# Salomonotettix cheesmanae
Salomonotettix cheesmanae är en insektsart som först beskrevs av Günther, K. 1938.  Salomonotettix cheesmanae ingår i släktet Salomonotettix och familjen torngräshoppor. Inga underarter finns listade i Catalogue of Life.